# Seututie 912
Pour les articles homonymes, voir Route 912.
La route régionale 912 (finnois : Seututie 912) est une route régionale allant de Kuhmo jusqu'à Suomussalmi en Finlande.

## Description
La section entre Raatteenportti et Palovaara fait partie de la route dite de Raate, connue pour la bataille de la route de Raate qui s'y est déroulée du 1er au 7 janvier 1940.
La route régionale 912 dans son ensemble fait également partie de la route du poème et de la frontière.
Le village du Kalevala (fi) à Kuhmo se trouve le long de la route 912.

## Parcours
- Kuhmo
  - Centre-ville
  - Varajoki
  - Sumsa
  - Maaselkä
  - Lentiira
  - Heinilä
  - Kuumu
- Suomussalmi
  - Saarivaara
  - Ala-Vuokki
  - Raatteenportti
  - Haukila
  - Palovaara
  - Kaljuskylä